# Colonne coiffée

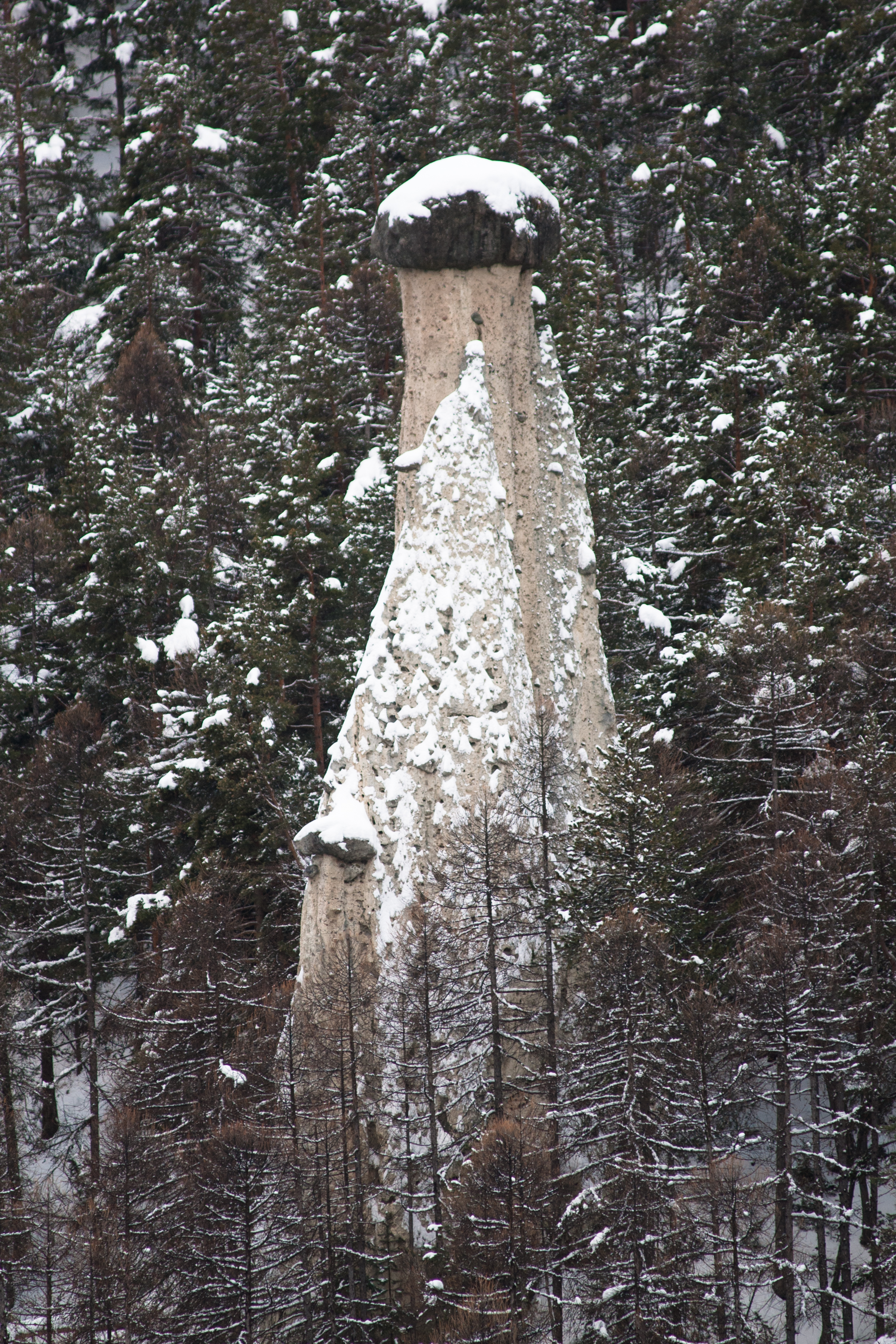
La colonne coiffée vue depuis la route montant à Molines-en-Queyras.

La Colonne coiffée est une cheminée de fée située sur le territoire de la commune de Château-Ville-Vieille dans le département des Hautes-Alpes en France.